# Маската на властта
„Маската на властта“ (на английски: The Ides of March) е американски драматичен филм от 2011 г. на режисьора Джордж Клуни. Сценарият, написан от Джордж Клуни, Бо Уилимон и Грант Хеслов, е базиран на пиесата „Farragut North“ на Бо Уилимон. Премиерата е на 31 август 2011 г. на кинофестивала във Венеция, а по кината в САЩ и България филмът излиза съответно на 7 октомври 2011 г. и 24 февруари 2012 г.

## Актьорски състав
| Актьор              | Роля             |
| ------------------- | ---------------- |
| Райън Гослинг       | Стивън Мейърс    |
| Джордж Клуни        | Майк Морис       |
| Филип Сиймур Хофман | Пол Зара         |
| Мариса Томей        | Ида Хорович      |
| Пол Джиамати        | Том Дъфи         |
| Евън Рейчъл Уд      | Моли Стърнс      |
| Джефри Райт         | Франклин Томпсън |
| Дженифър Ел         | Синди Морис      |
| Грегъри Ицин        | Джак Стърнс      |
| Майкъл Мантел       | Тед Пулман       |
| Макс Мингела        | Бен Харпън       |

## Награди и номинации
| Категория                              | Номиниран(и)                            | Резултат                    |
| Оскар (26 февруари 2012 г.)            | Оскар (26 февруари 2012 г.)             | Оскар (26 февруари 2012 г.) |
| -------------------------------------- | --------------------------------------- | --------------------------- |
| Най-добър адаптиран сценарий           | Джордж Клуни, Бо Уилимон и Грант Хеслов | номинация                   |
| Награда на БАФТА (12 февруари 2012 г.) |                                         |                             |
| Най-добър адаптиран сценарий           | Джордж Клуни, Бо Уилимон и Грант Хеслов | номинация                   |
| Най-добър актьор в поддържаща роля     | Филип Сиймур Хофман                     | номинация                   |
| Златен глобус (15 януари 2012 г.)      |                                         |                             |
| Най-добър филм – драма                 | Най-добър филм – драма                  | номинация                   |
| Най-добър режисьор                     | Джордж Клуни                            | номинация                   |
| Най-добър сценарий                     | Джордж Клуни, Бо Уилимон и Грант Хеслов | номинация                   |
| Най-добър актьор в драматичен филм     | Райън Гослинг                           | номинация                   |